# Буданов, Юрий Дмитриевич
Ю́рий Дми́триевич Буда́нов (24 ноября 1963, Харцызск, Донецкая область, Украинская ССР, СССР — 10 июня 2011, Москва, Россия) — российский военнослужащий, с декабря 1999 года по июль 2001 года командовал 160-м гвардейским танковым полком. В 2003 году за похищение, убийство 18-летней чеченской девушки Эльзы Кунгаевой и превышение должностных полномочий был приговорён к 10 годам лишения свободы, а также лишён ордена Мужества и воинского звания полковника.
Процесс над Ю. Д. Будановым имел большой общественный резонанс. Защиту подсудимого осуществляли Анатолий Мухин, Алексей Дулимов и другие. Интересы семьи Кунгаевых представлял юрист Абдулла Хамзаев. В январе 2009 года Буданов был освобождён условно-досрочно. 10 июня 2011 года был убит в Москве чеченцем Юсупом Темирхановым.

## Биография
Родился 24 ноября 1963 года в городе Харцызск (Донецкая область, Украинская ССР).
В августе 1998 года назначен командиром 160-го гвардейского танкового полка, в январе 2000 года Буданов был награждён орденом Мужества, тогда же офицеру досрочно присвоили звание полковника. В октябре и ноябре 1999 года Буданов дважды был контужен при разрыве снаряда и при обстреле танка из гранатомёта.
31 декабря 1999 года Буданов, несмотря на прямой запрет начальства, отправил несколько танков на помощь двум ротам 84-го отдельного разведывательного батальона, которые попали в засаду боевиков у села Дуба-Юрт. Разведчики были спасены. Буданову, по его словам, за это объявили служебное несоответствие.
Кандидат в мастера спорта по самбо. Был женат, отец двоих детей.

## Дело Буданова
Арестован 27 марта 2000 года по обвинению в похищении, изнасиловании и убийстве 18-летней Эльзы Кунгаевой. Защиту интересов семьи Кунгаевых с самого начала и до конца представлял адвокат Абдулла Хамзаев, заслуженный юрист России, бывший полковник юстиции и помощник генерального прокурора СССР, позже к делу также подключился правозащитник Станислав Маркелов, однако через некоторое время он ушел из дела, сказав, что не видит пользы от своего участия.
25 июля 2003 года приговором Северо-Кавказского окружного военного суда Юрий Буданов был осуждён по пункту «в» части 2 статьи 105 УК России («Убийство») к 9 годам лишения свободы, по части 1 статьи 126 УК России («Похищение человека») к 6 годам лишения свободы, по пунктам «а, в» части 3 статьи 286 УК России («Превышение должностных полномочий») к 5 годам лишения свободы с лишением права занимать должности, связанные с организационно-распорядительными функциями в государственных органах сроком на 3 года. Окончательное наказание по совокупности совершённых преступлений путём частичного сложения наказаний было определено в виде лишения свободы сроком 10 лет с отбыванием наказания в исправительной колонии строгого режима и с лишением права занимать должности, связанные с организационно-распорядительными функциями в государственных органах сроком на 3 года. В соответствии со статьёй 48 УК России Юрий Буданов был лишён государственной награды — ордена Мужества и воинского звания «полковник».
После процесса адвокат Буданова Алексей Дулимов сразу после оглашения приговора заявил журналистам, что намерен обжаловать решение суда. Вечером в пятницу адвокат родителей Эльзы Кунгаевой Абдулла Хамзаев заявил агентству РИА «Новости», что потерпевшая сторона также намерена обжаловать приговор. Адвокат считает наказание «чрезмерно мягким и не отвечающим тяжести содеянного».
Юрий Буданов отбывал наказание в 11-м отряде исправительного учреждения ЮИ 78/3 в городе Димитровграде Ульяновской области.
В мае 2004 года Юрий Буданов подал прошение о помиловании. 15 сентября 2004 года комиссия по помилованию удовлетворила его ходатайство. Губернатор Ульяновской области Владимир Анатольевич Шаманов подписал ходатайство о помиловании. Решение комиссии вызвало протесты ряда политиков, правозащитников и журналистов. 21 сентября 2004 года в Грозном прошёл митинг, на котором был выражен протест против помилования. Рамзан Кадыров заявил: «Если это помилование Буданова произойдёт, мы найдём возможность воздать ему по заслугам». 21 сентября 2004 года Буданов отозвал свою просьбу о помиловании. В том же году скончался адвокат семьи Кунгаевых — Абдулла Хамзаев.
В ноябре 2006 года Буданов подал в суд Ульяновской области ходатайство об условно-досрочном освобождении, в просьбе было отказано. 24 декабря 2008 года суд удовлетворил прошение Юрия Буданова об УДО. 15 января 2009 года Буданов вышел на свободу.

## После освобождения
После освобождения начались разбирательства по поводу законности освобождения, к делу вновь подключился Станислав Маркелов.
Буданов устроился на работу руководителем легкового автопарка ГУП «ЭВАЖД» (по эксплуатации высотных административных и жилых домов). Буданов поселился в доме Управления делами Президента России. Эта квартира была ранее предоставлена его семье при содействии генерала В. А. Шаманова.

### Угрозы Рамзана Кадырова
Ряд СМИ обратили внимание на интервью главы Чеченской Республики Рамзана Кадырова агентству Regnum, в котором он после условно-досрочного освобождения Буданова дал ему такую характеристику: «Буданов — шизофреник и убийца, признанный враг чеченского народа. Он оскорбил наш народ. Каждый мужчина, женщина и ребёнок считает, что, пока Буданов существует, позор не снят с нас».
По мнению обозревателя газеты «Московский комсомолец» Вадима Речкалова, Рамзан Кадыров не организовывал последующее убийство Буданова и не подстрекал к нему, «но он своими публичными заявлениями выдал политическую индульгенцию на убийство полковника». «Известия» и портал «Lenta.ru» отмечают, что Рамзан Кадыров резко негативно воспринял предложение помиловать полковника в 2004 году: «Мы найдём возможность воздать Буданову по заслугам».

## Убийство
Днём 10 июня 2011 года Юрий Дмитриевич Буданов был застрелен около нотариальной конторы в доме № 38/16 на Комсомольском проспекте в Москве, где Будановы хотели оформить согласие на выезд своей несовершеннолетней дочери Екатерины за границу. Преступник произвёл шесть выстрелов — четыре пули попали Буданову в голову. Убийца и его сообщник скрылись на машине «Мицубиси Лансер» серебристого цвета, которую спустя четверть часа после начала следственно-оперативных действий нашли полусожжённой на улице Доватора, в нескольких кварталах от места преступления. В опубликованной записи камеры видеонаблюдения, на которой запечатлены последние минуты жизни Буданова, можно увидеть самого убийцу, но он ни разу не поворачивался к камере лицом. Сам расстрел бывшего полковника камера не зафиксировала, потому что убийца специально выбрал для этого так называемую слепую зону. Ложным следом оказалась и оставленная убийцами машина. По её номерам сыщики быстро нашли её владельца и приехали к нему домой, где на стоянке, к большому удивлению для себя, нашли точно такой же «Мицубиси». У машин совпадали все характеристики и даже регистрационный номер. Скорее всего, сожжённый «Мицубиси» тоже когда-то угнали, а потом преступники по базе ГИБДД подобрали идентичную машину, чтобы навести стражей порядка на ложный след и выиграть время. Интересно и то, как стрелял убийца. Он использовал особый приём — стрельбу спаренными выстрелами или «двойками». Другими словами, очень быстро нажимал на спусковой крючок по два раза, чтобы пули входили в тело жертвы одна за другой. Убили Буданова из переделанного под боевой газового пистолета. Такое оружие намного сложнее идентифицировать. Впрочем, многие специалисты в этой версии сомневаются, и она неоднократно подвергалась критике за несостоятельность.
Власти всерьёз опасались, что убийство бывшего полковника может вызвать беспорядки на межнациональной почве, подобные тем, что происходили в Москве в декабре 2010 года, поэтому изначально даже распространили информацию, что водителем машины с преступниками было «лицо славянской внешности», однако эти опасения впоследствии не подтвердились.
23 июля 2011 года на сайте «Кавказ-Центр» появилось сообщение, в котором ответственность за убийство Буданова взяла на себя диверсионно-террористическая группа Риядус-Салихин, а Доку Умаров заявил о причастности чеченских боевиков к убийству. Однако в более поздних сообщениях указано, что в опубликованной на следующий день после убийства видеозаписи лидер бандформирований говорит, что «Аллах по своей воле оказал большой праздник, покарав Буданова» без указаний на чью-либо причастность.

### Похороны

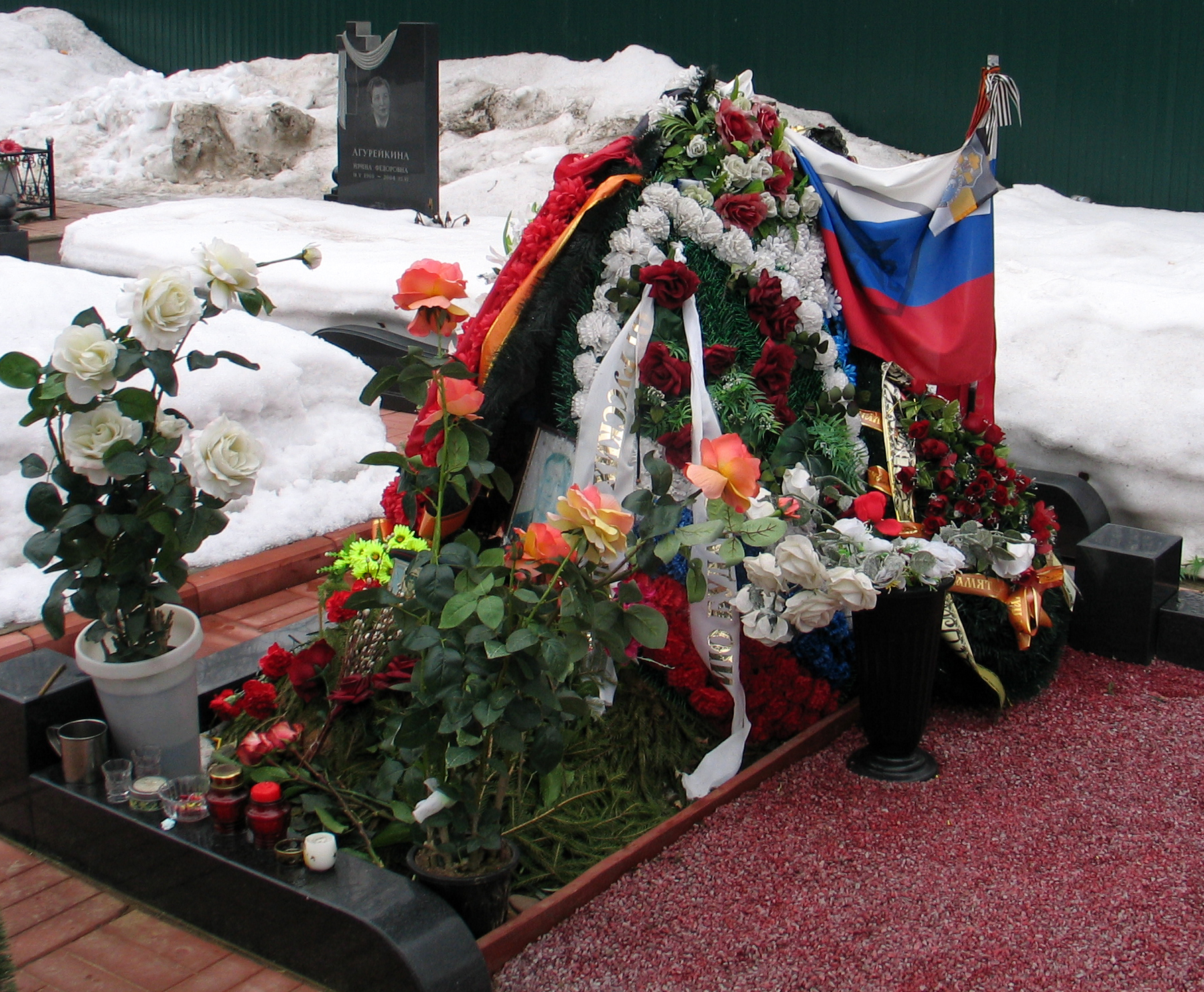
Могила Юрия Буданова, весна 2012

Отпевание бывшего полковника ВС России Юрия Буданова прошло в церкви Святых Бессребреников и Чудотворцев Космы и Дамиана в Химках. Закрытый гроб с телом Буданова вынесли из церкви и на руках пронесли вокруг неё, затем погрузили в катафалк. Похороны состоялись на центральном кладбище Химок. Проститься с погибшим пришли более тысячи человек, в том числе депутаты Госдумы (среди них — Владимир Жириновский), представители национально-патриотических организаций, ветераны боевых действий. Несмотря на то, что по приговору суда Буданова лишили звания и наград, похоронили его с воинскими почестями. Когда гроб опускали в землю, солдаты почётного караула из автоматов дали три залпа траурного салюта.
Юрий Буданов похоронен на Новолужинском кладбище города Химки, недалеко от мемориала советским лётчикам, погибшим в ходе Великой Отечественной войны.

### Расследование
В Следственном комитете с самого начала не исключали версию о кровной мести, которую могли осуществить выходцы с Северного Кавказа.
30 августа 2011 года по подозрению в убийстве Буданова был арестован исламский религиозный деятель Магомед Сулейманов, впоследствии оказавшийся уроженцем Чечни Юсупом Темирхановым.
6 июля 2012 года Главное следственное управление СКР по Москве предъявило Темирханову окончательное обвинение по п. «л» ч. 2 статьи 105 УК России. Согласно этому документу, обвиняемый убил бывшего полковника российской армии «по мотивам политической, идеологической, расовой, национальной или религиозной ненависти или вражды либо по мотивам ненависти или вражды в отношении какой-либо социальной группы». Кроме того, ему инкриминировали незаконный оборот оружия (ст. 222 УК РФ).
29 апреля 2013 года коллегия присяжных Мосгорсуда признала Темирханова виновным в убийстве Буданова. При этом присяжные заседатели исключили из вердикта мотив «ненависти к группе военнослужащих», которым, по версии следствия, руководствовался Темирханов.
7 мая 2013 года приговором Московского городского суда Темирханов был осуждён по ч. 1 ст. ст. 105 УК России и ч. 1 ст. 222 УК России к 15 годам лишения свободы за убийство Буданова и хранение, ношение огнестрельного оружия, из которого он был убит.
В дальнейшем было возбуждено уголовное дело о препятствовании правосудию в рамках разбирательства по делу об убийстве Буданова. Было установлено, что присяжный заседатель Виталий Пронин, вступив в преступный сговор с адвокатом Мусаевым, совместно с присяжными Фаломеевой и Ломоносовой оказали препятствие осуществлению правосудия, склоняя других присяжных заседателей к принятию оправдательного решения при вынесении вердикта. Дело в отношении Мусаева ч. 1 ст. 294 УК РФ (вмешательство в какой бы то ни было форме в деятельность суда в целях воспрепятствования осуществлению правосудия) было прекращено 18 февраля 2015 года в связи с истечением срока давности преступления, Диана Ломоносова была амнистирована 24 апреля 2015 года в связи с 70-летием Победы, Виталий Пронин — 5 мая.
Юсуп Темирханов, осуждённый за убийство Буданова, умер в колонии 3 августа 2018 года.

## Награды
- Орден Мужества (награждён в 1999 году, лишён награды в 2003 году). О нём Юрий Буданов сказал телеканалу НТВ в 2011 году:

Командир полка получает свои награды благодаря своим подчинённым, за их кровь, за их пот, за слёзы их матерей, поэтому самая дорогая награда, ту которую лишили… они не меня наказали, они тех живых и мёртвых наказали, когда забрали орден Мужества… это они мне его вручили, мои подчинённые… живые, раненые, погибшие…— 

## Память
Юрию Буданову посвящены следующие стихи и песни:
- «За присягу» Леонида Ефремова.
- «Дети Отчизны» Александра Хамера.
- «О нём говорят: настоящий был воин…» Петра Кузнецова[37].
- «Полковник Курткин», стихотворение Алексея Широпаева[38].
- «Русскому герою» Александра Харчикова.
- «Убийственная тема», стихотворение Дмитрия Быкова из проекта «Гражданин поэт»[39][40].
- «Командир» («Эту песню я пою, Юрий Дмитрич о тебе…»), песня Сергея Тимошенко[41].
- «Полковник Буданов» песня группы «SSD».
- Упоминается в песне «Улица» группы «P.S.7.62»
- Песня «Буданов» российской фолк-группы «Gjeldrune».

24 ноября 2011 года, в день рождения Юрия Буданова, во дворе дома 38/16 на Комсомольском проспекте, где был застрелен бывший полковник российской армии, была установлена мемориальная доска. На чёрном камне высечены слова: «10 июня 2011 года здесь был предательски убит гвардии полковник Юрий Буданов, отдавший: жизнь — Родине, честь — никому. Мемориальный камень установлен за счёт средств тех, кто чтит и помнит». В 2017 году женщина в хиджабе бросила в памятник бутылку с зажигательной смесью, пытаясь сжечь его.
Образ Юрия Буданова неоднократно использовался политиками русского националистического толка и другими оппозиционными организациями России. В частности, граффити с изображением Юрия Буданова появилось в Санкт-Петербурге в знак протеста против переименования моста через Дудергофский канал в Мост имени Ахмата Кадырова. Граффити вызвало широкую реакцию в обществе и подверглось вандализму.
Председатель Координационного совета чеченских культурных и общественных организаций РФ Мавлит Бажаев в 2004 году отмечал: «... Буданов в первую очередь совершил преступление перед своей армией. Создавая такие прецеденты и закладывая такую практику, будановы подрывают авторитет и репутацию Российской армии. Но для многих россиян он герой. Если мы будем на таких «героях» воспитывать молодёжь, то мне кажется, что воевать нам придется ещё очень долго, и причём не только в Чечне».